# Omloopsnelheid totaal vermogen
De Omloopsnelheid totaal vermogen is een begrip dat in de bedrijfseconomie wordt toegepast om inzicht te geven in de efficiency van het vermogensgebruik: hoe efficiënt wordt het aan een bedrijf beschikbaar gestelde vermogen ingezet? Dit gegeven wordt gebruikt om de rentabiliteit van een onderneming te kunnen duiden.
Een formule om de omloopsnelheid in een model te kunnen gebruiken is de volgende: 
{\displaystyle Omloopsnelheid~Totaal~Vermogen={\frac {Omzet}{Ggtv}}}
waarbij Ggtv staat voor het ter beschikking gesteld totaal vermogen (in de meeste gevallen gaat het hierom om schuld aan investeerders).